# Osini
Osini (sardinski: Osìni) je grad i općina (comune) u pokrajini Nuoru u regiji Sardiniji, Italija. Nalazi se na nadmorskoj visini od 645 metara i ima 789 stanovnika.
 Prostire se na 39,81 km². Gustoća naseljenosti je 20 st/km².
Susjedne općine su: Cardedu, Gairo, Jerzu, Lanusei, Loceri, Tertenia, Ulassai i Ussassai.